# Quarto dei Mille

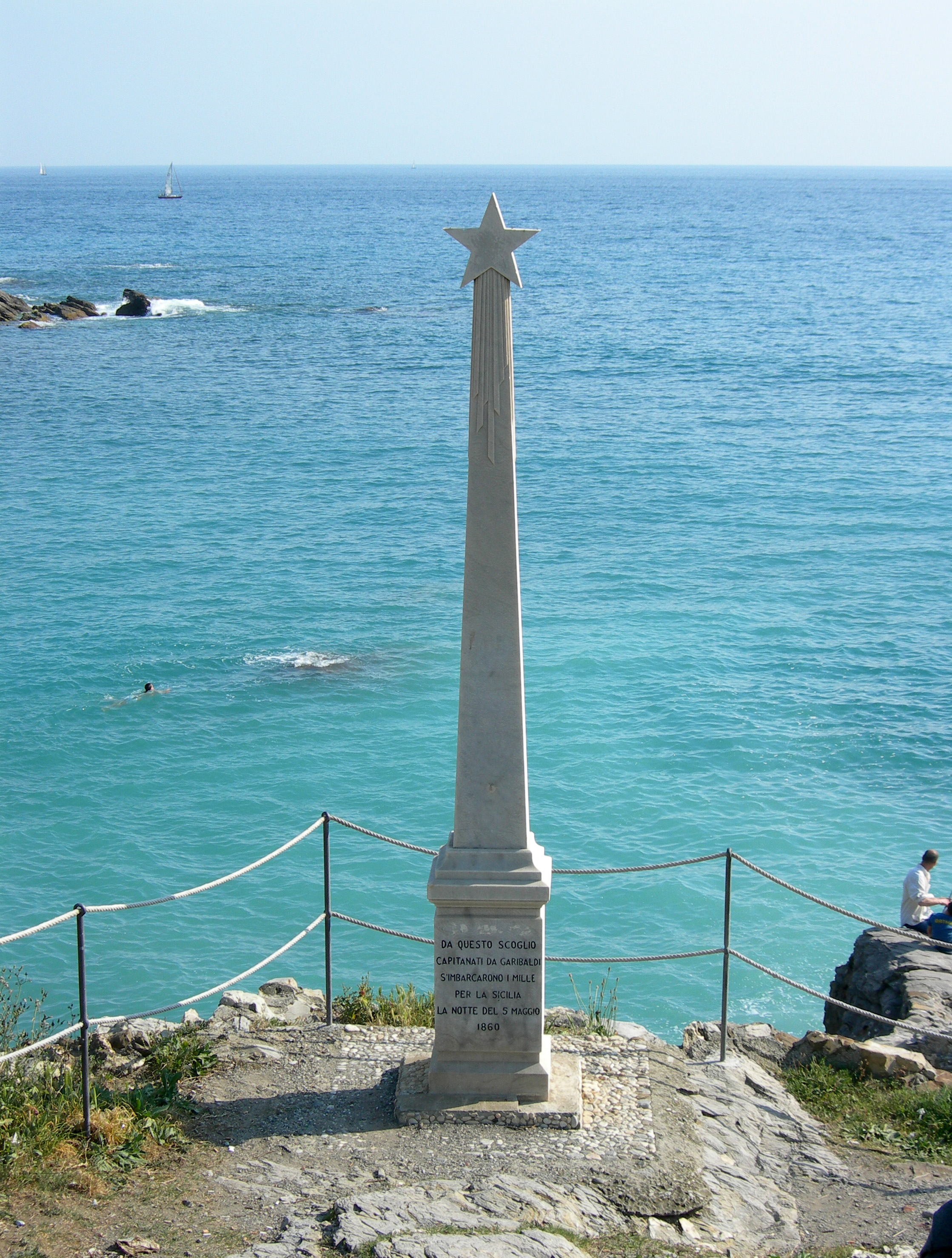
Le monument rappelle l'expédition des Mille de 1860

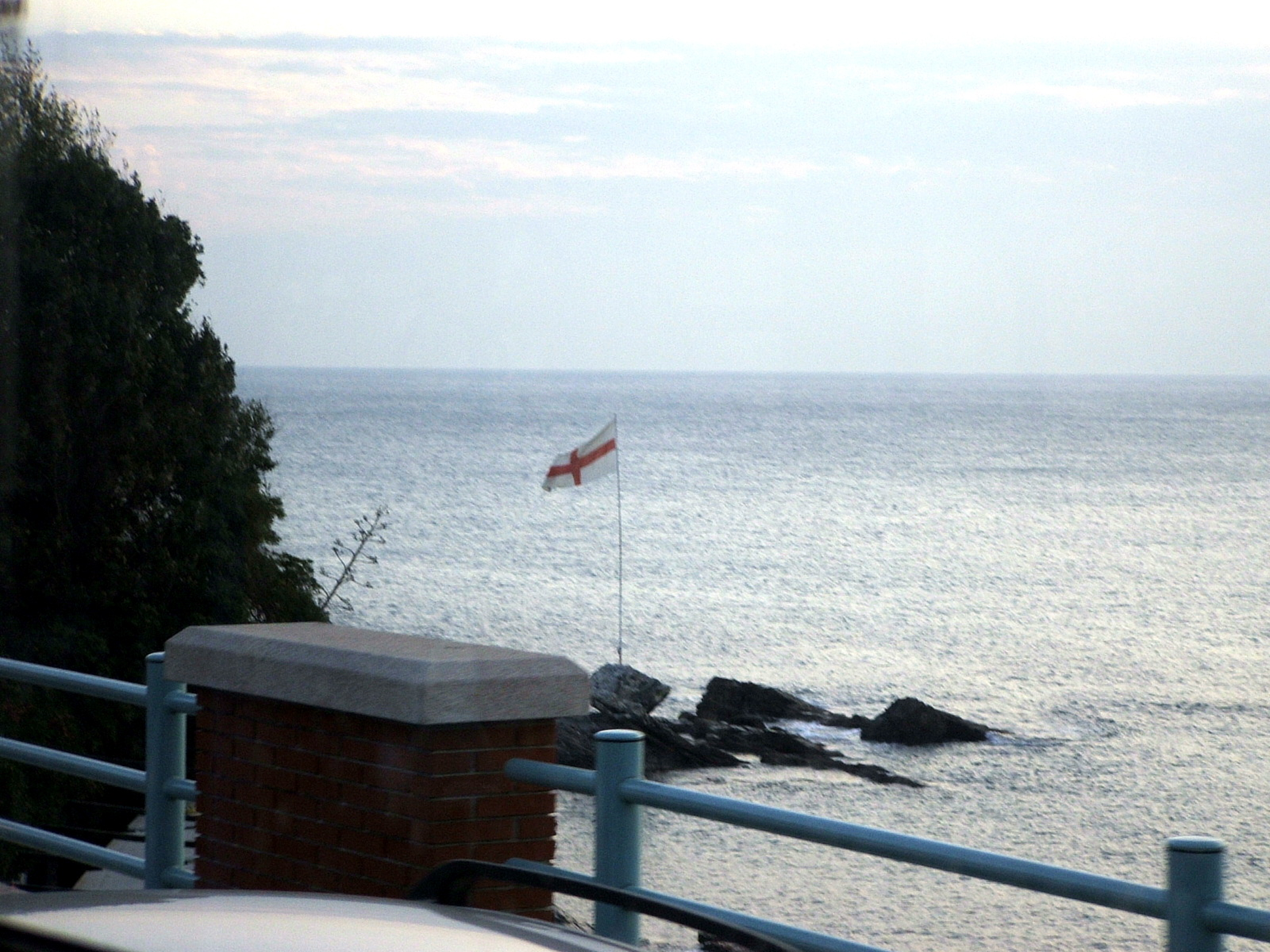
La bannière de la ville - la Croix de Saint Georges - flotte au-dessus de la mer près du rivage de Quarto

Quarto dei Mille est un quartier de l'est de Gênes sur le bord de mer et compris entre les quartiers de Sturla et de Quinto al mare. Jusqu'en 1861, année de l'unification de l'Italie, il a été appelé "Quarto al mare" . Le nom a été changé plus tard en l'honneur de l'expédition des Mille. En 1926, il a été attaché à la Grande Genova (Grande Gênes). 
Aujourd'hui, la zone fait partie de Municipio IX Levante et il a une population de 8 214 habitants (31 décembre 2010)

## Histoire

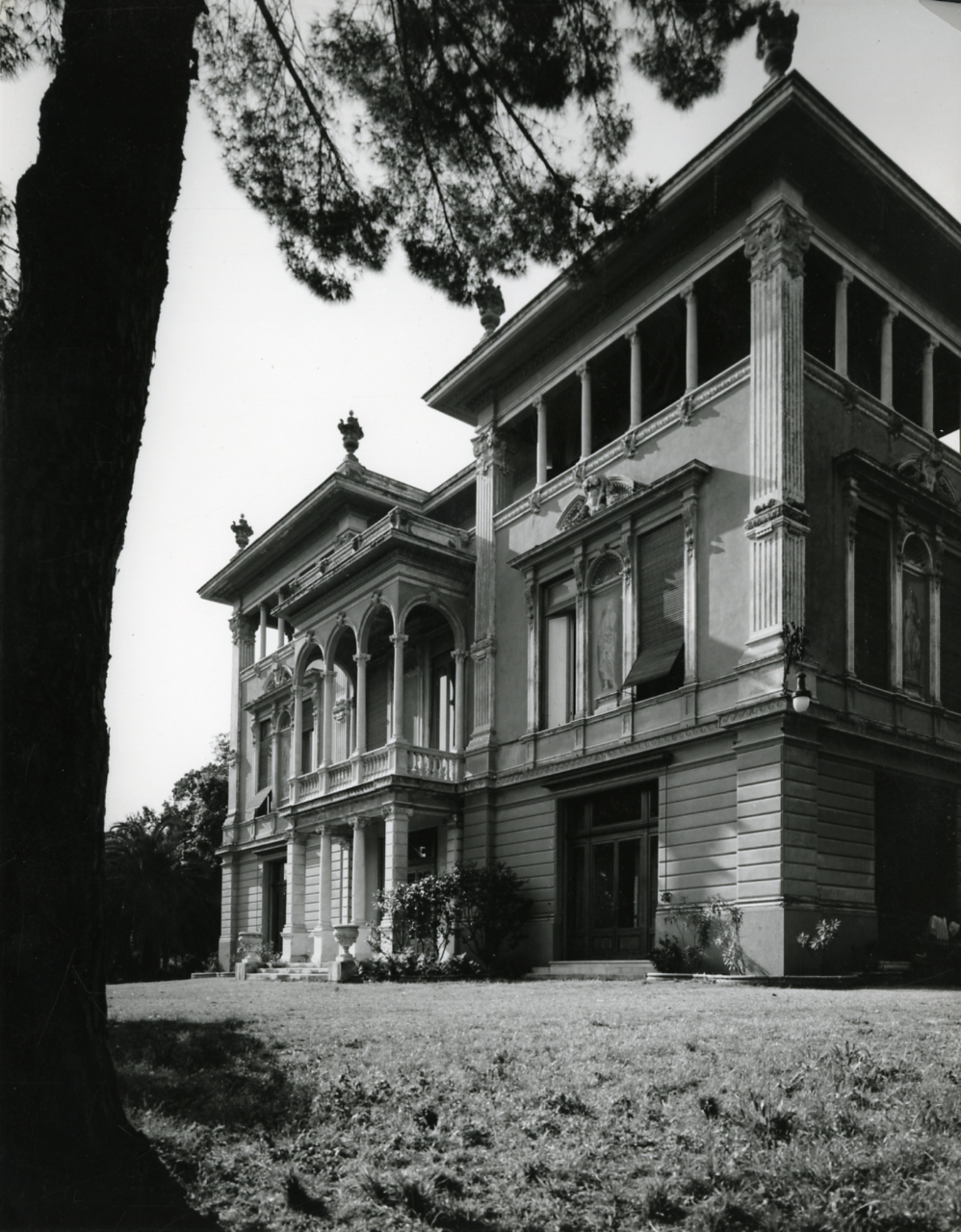
Villa Doria Spinola Quartara. Photo par Paolo Monti, 1963.

C'est de ce lieu que partit, dans la nuit du 5 au 6 mai 1860, l'expédition des Mille dirigée par Giuseppe Garibaldi pour rejoindre Marsala. 
Un monument de Eugenio Baroni, inauguré par Gabriele D'Annunzio en 1915, commémore cet événement.

## Hôpital
A Quarto dei Mille se trouve un hôpital pédiatrique connu en Europe ; l' Institut Giannina Gaslini (it) ; on y trouve aussi l'Institut italien de Technologie de Gênes et le Musée Garibaldino, dans la Villa Spinola, justement lieu d'organisation de la fameuse expédition.

## Lieux
- Quarto Castagna - occupe la zone adjacente à la rue romaine de Chestnut et de l'église de Santa Maria della Castagna. On y trouve la villa Quartara (anciennement Villa Spinola) située en face de la vieille église.
- Priaruggia - doit son nom à la famille de Pierre Canal, qui avait là des maisons et possessions. Il tourne autour de la vallée de la rivière qui coule Priaruggia plage homonyme.
- Quarto Alto -intensive l'urbanisation, sur la colline au-dessus Quatrièmement, remontant à 1985 (figure parmi les concepteurs, l'architecte Piero Gambacciani, inventeur du gratte-ciel connu aussi connu sous le nom du champignon).

## Plages
Quarto dei Mille est également connu pour ses nombreuses stations balnéaires construits sur les falaises spectaculaires et des plages de artificiellement créé:
- Bains Lelle - baignade dans la zone de Laiolo (aujourd'hui intersection avec la Via Aurelia Via Carrara) et le rocher d'où elle a quitté l'expédition des Mille.
- Quarto rock - avec une stèle commémorant le départ de Garibaldi et les Mille, falaise, falaise ou à la plage est libre. Le départ de Garibaldi a eu lieu ici, de mettre le bateau sur les rochers en contrebas de la stèle faible.
- Salles de bains V Maggio - lieu de baignade entre le Monument et le rocher où elle a quitté l'expédition des Mille. C'est une plage artificielle créée avec l'aide de sable.

Terrasses ci-dessous le monument à Garibaldi - plage libre ou d'un récif équipées de douches, de vestiaires et un bar.
- Bain Monumento - baignade, comme tous les autres créé avec l'aide de sable artificielle étant à l'origine d'une falaise continue.
- Priaruggia Beach - situé à l'embouchure de la Priaruggia Rio, c'est une plage publique avec des bateaux de stationnement et la voile sportive association (Unione Sportiva quatrième). Il s'agit d'une petite baie, à l'abri des vagues avec quelques barrages formés par des rochers.
- Salles de bains Europa - se baigner dans l'est du cap San Rocco (à droite après la Priaruggia plage), comme l'a fait ce qui suit a été créé artificiellement par l'ajout de sable.
- Bagni Doria - zone de baignade à proximité des bains en Europe.
- Cala d'Montani - Plage de base des associations sportives (aviron, planche à voile, pêche), situés à l'embouchure de la Castagna Rio. Sur elle domine la Osteria del Bai, située dans les vestiges d'un château médiéval dans la mer du XIVe siècle (les restes d'origine, en fait, la place de fondation).
- Salles de bains Tre Pini - lieu de baignade après les chutes de Montani.
- 7 nasi - la zone de baignade située entre les thermes et le Three Pines Cinquième purificateur.
- Purificateur de Quinto- marque la frontière entre les districts de quatrième et cinquième. Il a été créé en 1977 pour nettoyer les eaux de la côte près de la ville, lorsque le problème de la pollution a commencé à devenir critique. Comme le traitement des eaux usées à proximité Sturla, souffre de problèmes de colmatage des filtres, souvent avec la promulgation des odeurs pestilentielles. En 2008 les travaux ont commencé sur la réfection des toitures et les jardins qui surplombent.

## Églises
- St. John Quarto - est situé près de l'ancienne romaine Via Quarto. Quatrième fut la première paroisse, construite à l'époque romane. Le bâtiment d'origine reste le mur d'enceinte du XIIe siècle, avec de grosses pierres, des pierres ont été laissés à la vue.
- Santa Maria della Castagna - également construit à l'époque romane, le bâtiment d'origine reste un pilier de l'intérieur et une partie de la façade avec de gros blocs de pierre taillée, du XIIe siècle, mis à nu de la dernière restauration. À l'intérieur, un tableau de Luca Cambiaso avec le programme Erasmus saints Roch et Sébastien (XVIe siècle), provenant de la chapelle démolie de San Rocco (la chapelle était sur la mer, Priaruggia, à côté de l'église a été reconstruite dans le châtaignier du XIXe siècle). Le clocher a été ajouté au XIXe siècle. Il doit son nom à la famille de Castagna médiévale.
- Saint Jérôme dans le quatrième - construite au XIVe siècle par Olivétan, et complété par différentes modifications au cours du siècle prochain. Dans sa salle à manger, à côté de l'hôpital Gaslini, ont été restaurés fresques de Nicolò Corso (seconde moitié du XVe siècle). À l'intérieur, plusieurs tableaux, y compris un tableau de Lucian Borzone. Le cloître, également du XVe siècle, appartient au type de cloîtres monastiques piliers octogonaux inauguré dans le cloître du XVe siècle de Santa Maria di Castello.
- Saint-Joseph - dernière paroisse, construite dans les années soixante au sein de la juridiction de Santa Maria della Castagna, à la suite de l'urbanisation de la zone de Priaruggia, le curé de la paroisse de Santa Maria della Castagna, qui avait commencé sa construction, Don Pietro Bisso, est devenu pasteur de cette église nouvelle.
- Saint Anges gardiens - est situé dans la Via Angelo Carrara, à côté l'hôpital Gaslini. Dans la construction moderne, est désormais confiée au soin pastoral des salésiens de Don Bosco de la maison voisine du même nom.

## Routes, bus, trains
- autoroute: Autoroute italienne A12 sortie: Nervi
- bus (lignes)
  - 15 Gênes Nervi  route Franchini - Gênes centre route B. Liguria
  - 17 Gênes Capolungo (est) route Capolungo - Gênes centre route Ceccardi
  - 17/ Gênes Nervi  route Commercio - Gênes centre route Ceccardi
- trains: Trenitalia - gare Genova Quarto dei Mille